# Соловьёв, Василий Захарович
Василий Захарович Соловьёв (29 января [11 февраля] 1909, Доможирова, Тобольская губерния — 19 мая 1984, Красный Октябрь, Курганская область) — санинструктор 2-го танкового батальона 45-й гвардейской танковой бригады, гвардии старшина. После войны работал на Кособродской нефтебазе.

## Биография
Василий Соловьёв родился 29 января (11 февраля) 1909 года или 10 февраля 1909 года в многодетной крестьянской семье в деревне Доможирова Белозерской волости Курганского уезда Тобольской губернии, ныне деревня входит в Белозерский муниципальный округ Курганской области. Русский.
В конце 1920-х окончил ликбез (3 класса). Работал в колхозе трактористом.
С 1931 по 1933 год служил в Рабоче-крестьянской Красной Армии на Дальнем Востоке. После увольнения в запас вновь работал в колхозе в родной деревне.
В 1938 году переехал на жительство на станцию Кособродск (с 1944 года рабочий посёлок Красный Октябрь). Работал трактористом на лесопункте.
На фронте в Великую Отечественную войну с августа 1941 года, призван Юргамышским РВК Челябинской области. Воевал радистом-пулемётчиком. После одного из тяжёлых боёв в батальоне не осталось в живых ни одного медицинского работника и Василий Захарович добровольно перешёл в санитары.
Санинструктор 2-го танкового батальона 45-й гвардейской танковой бригады гвардии старшина Соловьёв в период с 19 по 30 апреля 1944 года в ходе боёв на черновицком направлении эвакуировал с поля боя 33 раненых с их оружием, в том числе троих офицеров, оказав воинам первую медицинскую помощь.
1 мая 1944 года вынес из горящего танка офицера и троих солдат.
Приказом по 11-му гвардейскому танковому корпусу от 21 июня 1944 года награждён орденом Славы 3-й степени.
С 16 июля по 18 августа 1944 года при форсировании рек Западный Буг и Висла оказал медицинскую помощь 39 воинам. В боях на Сандомирском плацдарме на реке Висла под городом Климоншув вынес с поля боя 10 офицеров, 29 солдат и сержантов.
Приказом по 1-й танковой армии от 9 октября 1944 года награждён орденом Славы 2-й степени.
15-26 января 1945 года в районе города Слясин эвакуировал с поля боя 5 офицеров и 3 раненых автоматчиков с их личным оружием.
В ночь на 26 января 1945 года, невзирая на ранение, под огнём противника вынес из горящего танка раненого командира и переправил его в безопасное место.
Указом Президиума Верховного Совета СССР от 31 мая 1945 года за мужество, отвагу и героизм награждён орденом Славы 1-й степени.
В 1945 году демобилизован. Жил в рабочем посёлке Красный Октябрь Краснооктябрьского поссовета Юргамышского (с 1955 года — Чашинского, с 1963 — Каргапольского) района Курганской области. Работал на автозаправочной
станции Кособродской нефтебазы. Беспартийный.
Василий Захарович Соловьёв умер 19 мая 1984 года. Похоронен в посёлке городского типа Красный Октябрь Краснооктябрьского поссовета Каргапольского района Курганской области, ныне посёлок городского типа входит в Каргапольский муниципальный округ той же области.

## Награды
- Орден Славы I степени № 2625, 31 мая 1945 года[3], награда вручена в 1967 году[4]
- Орден Славы II степени № 105, 9 октября 1944 года[5]
- Орден Славы III степени № 271172, 21 июня 1944 года[6]
- Медаль «За отвагу», 18 августа 1943 года[7]
- Медаль «За боевые заслуги», 21 января 1944 года[8]
- Почётный гражданин пгт Красный Октябрь
- Ударник коммунистического труда

## Память
- Улица Соловьёва, расположена на западной окраине  пгт Красный Октябрь. На улице установлен памятный знак.
- Турнир по футболу в р.п. Красный Октябрь[9]
- Памятный колодец имени полного кавалера солдатской Славы Василия Захаровича Соловьёва в р.п. Красный Октябрь[10] Открыт в 1995 году.